# Namcha Barwa
Namcha Barwa o Namchabarwa (en tibetà གནམས་ལྕགས་འབར་བ ; en Wylie: Gnams lcags 'bar ba; en tibetà pinyin Namjagbarwa; en xinès: 南迦巴瓦峰, en Pinyin: Nánjiābāwǎ Fēng) és una muntanya de 7.782 msnm de l'Himàlaia tibetà. La definició tradicional de l'Himàlaia diu que s'estén de l'Indus fins al Brahmaputra, amb la qual cosa aquest cim es troba en la secció més oriental d'aquesta enorme serralada. Alhora és el cim més oriental de la Terra que supera els 7.600 metres.

## Situació
El Namcha Barwa es troba en una part relativament aïllada del sud-est del Tibet, poc visitada pels estrangers. És envoltat pel gran congost de 400 km que forma el riu Yarlung Tsangpo en travessar l'Himàlaia. abans no es converteix en el Brahmaputra.
Ben a prop seu, però a l'altra banda del riu hi ha el Gyala Peri, un cim que s'eleva fins als 7.294 m.

## Característiques
El Namcha s'eleva entre 5.000 i 6.800 metres sobre el Yarlung Tsangpo.Després que el Batura Sar (7.795 m), al Karakorum, fos escalat el 1976, el Namcha Barwa va passar a ser la muntanya independent més alta sense escalar del món, fins que finalment fou escalada el 1992.
A més de ser una de les muntanyes més altes del món, el Namcha Barwa és també el tercer cim més prominent de l'Himàlaia, després de l'Everest i el Nanga Parbat.

## Ascensions
El Namcha Barwa va ser descrit per topògrafs britànics el 1912, però la zona continuà sense ser visitada durant molt de temps. No va ser fins a la recent dècada de 1980 quan un grup d'alpinistes xinesos van intentar ser els primers en coronar la muntanya, però tot i explorar diverses rutes no aconseguiren el seu objectiu. In 1990 a Chinese-Japanese expedition reconnoitered the peak. El 1990 una expedició sinojaponesa explorà els seus vessant. El 1991 una nova expedició conjunta arribà fins als 7.460 msnm, però una allau matà a un dels seus membres, Hiroshi Onishi. Finalment, el 1992, una tercera expedició sinojaponesa va establir sis campaments per acabar fent el cim 11 alpinistes el 30 d'octubre de 1992.